# Halina Pilch
Halina Pilch, po mężu Grech (ur. 9 października 1973 w Bochni) – polska lekkoatletka, płotkarka, specjalizująca się w biegu na 400 metrów przez płotki oraz sprinterka, mistrzyni Polski.

## Kariera sportowa
Była zawodniczką Unii Tarnów i AZS-AWF Kraków.
Na mistrzostwach Polski seniorek na otwartym stadionie wywalczyła cztery medale, w tym złoty w sztafecie 4 x 100 metrów w 1996, srebrny w biegu na 400 metrów ppł w 1996, brązowy w sztafecie 4 x 400 metrów w 1994 i brązowy w sztafecie 4 x 100 metrów w 1995. 
Rekord życiowy na 400 m ppł: 59,56 (1996).
Pracuje jako trener w MLUKS Tarnów oraz jako nauczycielka wychowania fizycznego w I Liceum Ogólnokształcącym w Bochni.